# Alternativa Espanyola
Alternativa Espanyola (en castellà: Alternativa Española, AES) és un partit polític espanyol d'àmbit estatal la ideologia del qual s'enquadra dins de l'ultradreta neofranquista. S'autodefineix com socialcristià, transversal i euroescèptic. El seu secretari general és l'advocat i empresari Rafael López-Diéguez, antic militant del partit d'extrema dreta Fuerza Nueva, formació activa durant la Transició i dirigida pel seu sogre, l'històric dirigent Blas Piñar, que va ser nomenat president honorari d'AES, càrrec que va ostentar fins a la seva mort, al Gener del 2014. El partit és considerat hereu de Fuerza Nueva, malgrat que AES no utilitza la simbologia franquista. Manté contactes amb el partit Dreta Navarra i Espanyola (DNE).

## Ideologia
AES sustenta la seva declaració programàtica i la seva acció pública en quatre principis: contra l'avortament, a favor de la família tradicional, les arrels cristianes i la unitat d'Espanya.

## Història
S'inscrigué en el Registre de partits polítics del Ministeri de l'Interior en 2003 i es va presentar en públic en un acte polític celebrat el 23 d'octubre de 2004.
Es presentà per primer cop a les Eleccions al Parlament de Catalunya de 2006 formant part de la coalició Plataforma Adelante Catalunya en les que només va obtenir només 2.735 vots i cap representació parlamentària. A les Eleccions generals espanyoles de 2008 va treure 
7.300 vots i no es va presentar a les eleccions al Congrés de 2011. A les eleccions al parlament de la Comunitat de Madrid de 2007 va treure 5.039 i 3.731 en les de 2011, i 3.731 vots en les eleccions municipals espanyoles de 2011.

## Resultats electorals[calcitació]
| Òrgan                  | Any  | Vots   | %    | Escons     | Notes                                 |
| ---------------------- | ---- | ------ | ---- | ---------- | ------------------------------------- |
| Parlament de Catalunya | 2006 | 2.735  | 0,09 | 0 / 135    |                                       |
| Assemblea de Madrid    | 2007 | 5.039  | 0,17 | 0 / 120    |                                       |
| Corts Generals         | 2008 | 7.300  | 0,03 | 0 / 350    |                                       |
| Parlament Europeu      | 2009 | 19.583 | 0,12 | 0 / 54     |                                       |
| Eleccions locals       | 2011 | 6.848  | 0,03 | 2 / 68.230 |                                       |
| Assemblea de Madrid    | 2011 | 3.690  | 0,12 | 0 / 120    |                                       |
| Corts Generals         | 2011 | 903    | 0,1  | -          | Coalició amb DNE pel Senat a Navarra. |
| Parlament Europeu      | 2014 | 17.774 | 0,11 | 0 / 54     | Dins la coalició Impulso Social       |
| Eleccions locals       | 2015 |        |      | 5 / 67.515 |                                       |
| Parlament Europeu      | 2019 | 11 699 | 0,05 | 0 / 54     | Dins la coalició ADÑ                  |
| Eleccions locals       | 2019 |        |      | 4 / 67.515 |                                       |